# Décimo Doctor
El Décimo Doctor es la décima encarnación del protagonista de la longeva serie de televisión británica de ciencia ficción de la BBC Doctor Who. Es interpretado por David Tennant, que actúa en tres temporadas y en ocho episodios especiales. Como anteriores encarnaciones del Doctor, el personaje ha hecho participaciones también en otras obras.
En la narrativa de la serie, el Doctor es un alienígena de siglos de edad, de la raza de los Señores del Tiempo del planeta Gallifrey que viaja a través del tiempo a bordo de la TARDIS, frecuentemente junto a compañeros. Cuando el Doctor es herido mortalmente, se puede regenerar el cuerpo; al hacerlo, su forma física y su personalidad cambian. Los compañeros de esta encarnación han sido, en distintos períodos, la ayudante de tienda de clase obrera Rose Tyler (Billie Piper) (a quien ya había conocido el Noveno Doctor), la estudiante de medicina Martha Jones (Freema Agyeman) y la feroz trabajadora eventual Donna Noble (Catherine Tate), de quienes se separa hacia el final de la temporada de 2008, en el episodio «El fin del viaje», tras lo cual intentó viajar en solitario eb los especiales de 2008 a 2010.

## Desarrollo
El productor ejecutivo Russell T Davies había revivido Doctor Who tras una ausencia de dieciséis años con el estreno de «Rose» en 2005. Cuando la BBC anunció que se haría una segunda temporada, saltó la noticia de que Christopher Eccleston, que había interpretado al Noveno Doctor, no retomaría el papel. El 16 de abril de 2005, la BBC anunció que David Tennant había sido elegido para como Décimo Doctor. Su primera aparición en la serie fue en los últimos veinte segundos tras la regeneración del Noveno Doctor al final de «The Parting of the Ways». Su primer episodio completo como el Doctor, excluyendo una aparición en un miniepisodio para Children in Need en 2005, fue en el especial de Navidad, «The Christmas Invasion». Después apareció en la segunda temporada; en el segundo especial navideño, «The Runaway Bride»; en la tercera temporada; en el siguiente especial de Navidad, «Voyage of the Damned»; y en la cuarta temporada. En vez de una temporada tradicional, en 2009 se presentó una serie de cinco episodios especiales y una miniserie de episodios animados, todos protagonizados por Tennant como el Décimo Doctor. También apareció como actor invitado en The Wedding of Sarah Jane Smith, de The Sarah Jane Adventures, ese mismo año. Del mismo modo, participó en dos seriales animados: «The Infinite Quest», que cuenta como parte de la tercera temporada, y «Dreamland», que cuenta como parte de los especiales de 2008 a 2010. En 2013, Tennant repitió el papel para el especial del 50° aniversario, «El día del Doctor», donde se revela que debido a una encarnación pasada no contada, el Décimo Doctor es en realidad la undécima encarnación del Doctor. El siguiente episodio, «El tiempo del Doctor», explica aún más que debido a que el Décimo Doctor experimentó una regeneración abortada en «El fin del viaje», el Undécimo Doctor (su duodécima encarnación) es de hecho su decimotercera y última vida.

## Personalidad

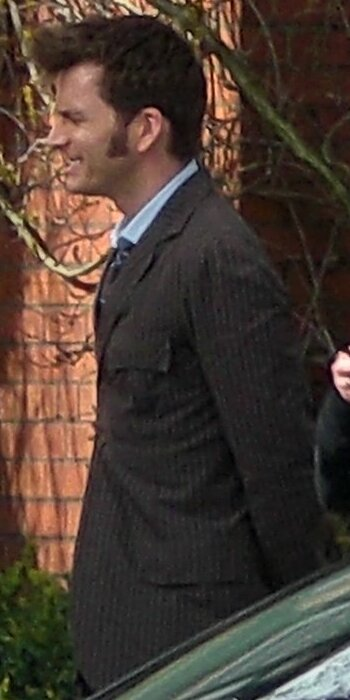
David Tennant como el Décimo Doctor durante el rodaje del episodio «El fin del tiempo» en abril de 2009.

El Décimo Doctor suele aparecer como un hombre de gran corazón, hablador, extrovertido, ocurrente y descarado, pero al mismo tiempo demuestra un lado vengativo y falta de capacidad de perdonar. Esto emerge muy pronto, cuando envía a la muerte al líder de los Sycoraz (que lo ataca por la espalda) haciéndolo caer al vacío mientras comenta que, con él, «no hay segundas oportunidades». En «School Reunion», se da cuenta de que es menos misericordioso de lo que solía ser y que se ha ceñido a un código de «un solo aviso», castigando a los enemigos si persisten en sus hostilidades. Esto se muestra también en «The Runaway Bride», cuando ahoga a los hijos de la emperatriz de Racnoss, haciendo que Donna Noble declare que él necesita alguien que lo frene. En «The Waters of Mars», va tan lejos como declararse por encima de las leyes del tiempo, a pesar de que esto provoca consecuencias catastróficas. Esto suele ir emparejado, sin embargo, con un intenso sentimiento de arrepentimiento de las muertes tanto de amigos como de enemigos. En «Journey's End», tiene un flashback de todos los que han muerto por él o en su lugar, incluyendo a Astrid Peth, Jenny, Luke Rattigan, Lynda Moss y la azafata de Midnight. También ofrece a Davros la oportunidad de escapar de la destrucción de la nave nodriza de los Daleks, pero Davros rechaza de malas maneras la oportunidad, llamándole el «Destructor de los Mundos». Una frase recurrente del Décimo Doctor es la de decir: «Lo siento, lo siento mucho» por sus acciones, incluso en el mismo momento en que las está llevando a cabo.
El Décimo Doctor tiene tendencia a balbucear, mezclando cosas aparentemente sin sentido con información vital, a veces actuando erráticamente para que los enemigos bajen la guardia. Es propenso a hacer comentarios que a los demás pueden parecer groseros, a veces para su propia vergüenza. En «The Christmas Invasion» y en «Tooth and Claw», se sorprende de su propia grosería involuntaria, y Jack Harkness, cuando se reencuentra con el Doctor, nota que esta «regeneración es bastante impertinente». Tiende a usar jerga tecnológica incomprensible, para describir conceptos científicos antes de sustituirla por una explicación análoga más sencilla, como su descripción de la física no linear del tiempo como «una gran pelota que bambolea y trastabillea de cosas del tiempo». También, suele cambiar rápidamente de humor, como de la manía a la ira o a la sangre fría, y usa esto como una forma de psicología inversa en varias ocasiones. En la última, al cambiar de opinión repentinamente tras no conseguir disuadir a Yvonne Hartmant de sus actividades, logra hacer que se sienta tan insegura que cambia de opinión.
Otro tema recurrente en las historias del Décimo Doctor es el de su intensa soledad. En «School Reunion», describe la habilidad de los Señores del Tiempo de vivir tanto tiempo como una maldición, porque mientras que todos sus compañeros humanos algún día lo abandonarán y al final morirán, él tiene que seguir viviendo. Otros personajes también han comentado la soledad del Décimo Doctor. Durante una conversación con su némesis, el Amo, admite que ha estado solo desde el final de la Guerra del Tiempo y la pérdida de todos los Señores del Tiempo. Incluso, cuando el Amo acaba muriendo, el Doctor llora abiertamente su muerte. En «El fin del tiempo», acaba regenerándose dentro de la TARDIS en soledad, a pesar de visitar a todos sus compañeros anteriores en las últimas horas de agonía.
El Décimo Doctor es más extrovertido y gregario que su predecesor, estableciendo rápidamente una relación más firme con los amigos y la familia de Rose Tyler, mucho más de lo que lo hizo su encarnación anterior. Muestra abiertamente un gran cariño por la raza humana y aparentemente admira su tenacidad y curiosidad, un rasgo previamente mostrado por el Cuarto Doctor. En The Impossible Planet, abraza al líder de una expedición de la Tierra por atreverse a explorar un planeta que orbita alrededor de un agujero negro simplemente "porque estaba ahí". En The Age of Steel, describe a los humanos como brillantes y estúpidos al mismo tiempo mientras habla de la necesidad de emociones con el controlador de los Cybermen. El Doctor llega hasta el punto de exclamar que luchará contra el Amo por todo el cosmos con tal de que deje a la Tierra en paz, en The Sound of Drums. Sin embargo, también es rápido en criticar a la raza humana cuando siente que es necesario. En efecto, su confianza por la raza humana va haciéndose menos pronunciada según avanzan las temporadas, y al final de Midnight se queda sin palabras al ver el punto al que pueden llegar los humanos cuando se sienten amenazados, cuando está a punto de ser asesinado por un grupo de gente en pánico que se vuelve contra él.
La temporada de 2006 continuó explorando el aspecto romántico del Doctor, con el Décimo Doctor compartiendo besos con Rose (aunque cuando estaba poseída por Lady Cassandra) y Madame de Pompadour. En School Reunion, Sarah Jane Smith confiesa que había estado enamorada de él. En Doomsday, durante su despedida, Rose le dice que le quiere; él está a punto de responder, pero solo logra decir su nombre antes de que se corte la transmisión, dejándole solo en la TARDIS con lágrimas en las mejillas. Después de esto, cuando recuerda a Rose, a veces se vuelve depresivo y meditabundo. En el comentario de audio de Doomsday, la productora ejecutiva, Julie Gardner, afirma que confirmará a la nación que el Doctor iba a "decirle lo mismo". En la tercera temporada, el Doctor descubre poco a poco que Martha tiene sentimientos hacia él antes de que abandone su compañía - algo que él mismo inició sin querer cuando la besó como maniobra de distracción - y también comparte besos con Astrid siguiendo "una vieja tradición" del planeta de ella. Tras las complicaciones con Martha (de las que él mismo se culpa), el Doctor se muestra reacio de embarcarse en cualquier posible relación romántica con una compañera, y se asegura de que antes de que se una a él, Donna entienda que lo único que él quiere es una amiga. Con esto claro, cuando él es envenenado en The Unicorn and the Wasp y le pide a Donna que le provoque un shock de algún tipo; besarle demuestra ser algo tan impropio de ella que es suficiente para activar el proceso de desintoxicación.
A veces, el Décimo Doctor se pone unas gafas, como el Quinto Doctor, cuya apariencia juvenil comparte. En el especial benéfico de 2007 de Children in Need, Time Crash, el Décimo Doctor nota otras tendencias heredadas o inspiradas en el Quinto Doctor cuando se encuentra con él en persona, además de las "gafas de intelectual" (las cuales afirma que el Quinto llevaba sólo para parecer inteligente en vez de por necesidad, implicando que él las usa también por el mismo motivo, a pesar de que el Quinto Doctor dijo un par de veces en la serie que realmente era miope del ojo izquierdo (Castrovalva) y realmente necesitaba gafas de corrección para ese ojo), como llevar zapatillas de tenis y mostrar los dos voces agudas al gritar. También tiene un sentido del gusto desarrollado, otra vez similar al del Quinto Doctor, cuando es capaz de identificar el tipo de una muestra de sangre (The Christmas Invasion) o la presencia de aceite de muérdago (Tooth and Claw) simplemente lamiendo. También comparte con el Quinto Doctor su habilidad con una pelota de cricket, como demostró en Human Nature. El Décimo también admitió al Quinto que él era la encarnación favorita del Décimo.
El Décimo Doctor habla con acento del Sur de Inglaterra, en lugar del acento de Mánchester (el acento natural de Christopher Eccleston) que el Noveno Doctor había usado, la pronunciación recibida de casi todos los Doctores anteriores, o el acento natural escocés de Tennant. David Tennant le dijo a SFX Magazine en 2006 que Russell T Davies le había pedido que ocultara su acento natural escocés porque sentía que "no quería ir por otro acento regional obvio, porque supongo que eso ya se ha hecho". En una entrevista en BBC Radio 1, Tennant explicó que se había puesto una línea en el especial de Navidad explicando que el recién regenerado Doctor había tomado como impronta el acento de Rose Tyler, "como un polluelo cuando sale del huevo", pero la línea se eliminó del programa final. El Décimo Doctor también mostró brevemente un acento americano exagerado en The Christmas Invasion, y su propio acento escocés en Tooth and Claw.
Como el Noveno Doctor, el Décimo Doctor usa asiduamente su destornillador sónico. Este Doctor depende fuertemente del dispositivo, y reprende a su quinta encarnación por ir con las "manos libres" en Time Crash, una referencia a la pérdida que sufrió el Quinto Doctor del dispositivo en The Visitation. Esta dependencia llegó a su punto máximo cuando el destornillador se quemó en Smith and Jones tras haber sido presionado más allá de sus límites para estimular la radiación de una máquina de rayos X. Obtiene otro destornillador al final del episodio.
Así como el Noveno Doctor solía repetir la frase "¡Fantástico!", este Doctor también suele repetir ciertas frases en variadas ocasiones, como "¿¡Qué!?" (como el Cuarto Doctor, la usa para referirse a cosas que ocurren inesperadamente; sin embargo el Décimo suele decir la palabra tres veces en rápida sucesión), "¡Brillante!", "¡Oh, sí!" (usada de modo exuberante, normalmente cuando ha logrado hacer algo con éxito), "Lo siento, lo siento mucho", y la expresión francesa "Allons-y" ("Vamos allá"). Esta última se usó por primera vez en Army of Ghosts, cuando el Doctor dijo que debía decirlo más a menudo y que le encantaría conocer a alguien que se llamara Alonso para poder decir "¡Allons-y, Alonso!", consiguiendo al final esto en Voyage of the Damned con el guardia marina Alonso Frame. También suele usar la expresión italiana "Molto bene" ("Muy bien"). Además, suele aclarar sus propios errores comenzando con un alargado "Bueno..." Como su predecesor, el Décimo Doctor muestra cariño por la cultura popular humana - una característica que no todas sus encarnaciones anteriores parecían compartir - pero a mayor escala, al punto de que puede encontrarse sin darse cuenta citando la canción El ciclo sin fin de El Rey León de Disney durante una confrontación con el líder Sycorax, soltando una referencia a Never Too Late de Kylie Minogue, nombrando los libros de Harry Potter dos veces durante un encuentro con William Shakespeare, y proclamando que su batalla con el líder de los Sycorax vestido con un pijama era "muy Arthur Dent".

### Apariencia
El Doctor se lamenta de que en su décima encarnación no sea pelirrojo, sino castaño, que es también el color de sus ojos. Lleva el pelo de varias formas a lo largo de la serie: sin estilo en «The Christmas Invasion», a los años cincuenta en «The Idiot's Lantern» y aplastado hacia delante en «The Runaway Bride». Es percibido por muchos, incluyendo compañeros y otros personajes, como «delgado y algo sexy».
Normalmente lleva un traje de cuatro botones de color marrón (con líneas azules) o azul (con líneas rojas), una camisa con corbata, un gabán de color marrón claro de imitación de gamuza (según afirma en el episodio «Gridlock», de la tercera temporada moderna, le fue obsequiado por Janis Joplin), y diferentes pares de zapatillas de tenis, de distintos colores dependiendo del traje. Según una entrevista en Parkinson, David Tennant y Russell T Davies tomaron la idea para la ropa del Décimo Doctor de un vestuario que Jamie Oliver había llevado en Parkinson justo cuando Tennant había aceptado el papel. Tennant comentó que variaba la combinación de botones de la chaqueta que se abrochaba de un episodio a otro.
Otra pieza del vestuario del Doctor es un par de gafas rectangulares de pasta negra, que lleva en numerosos episodios a partir de «The Christmas Invasion». Como se dijo antes, el Décimo Doctor se inspiró en el Quinto Doctor en materia de calzado y de gafas. La vestimenta del Décimo Doctor se hizo tan popular que ha tenido numerosas recreaciones (incluyendo una réplica del gabán del Décimo Doctor por AbbyShot Clothiers licenciada por la BBC y una versión blanca y roja vestida por Tennant cuando copresentó Comic Relief), y la diseñadora del vestuario Louis Page ha dicho que es la prenda de su etapa en Doctor Who de la que está más orgullosa.
Como su predecesor, el Décimo Doctor se afeitaba, algo que le dijo sarcásticamente a su quinta encarnación que él tendría que hacer cuando se convirtiera en el Décimo Doctor.

## Apariciones

### Televisión
El Noveno Doctor (Christopher Eccleston) se regenera en el Décimo Doctor (David Tennant) en el clímax del final de la temporada de 2005, El momento de la despedida; se vuelve a presentar a su compañera Rose Tyler (Billie Piper) en el miniepisodio especial para Children in Need Nacido de nuevo. En La invasión en Navidad pasa casi todo el episodio en estado comatoso después de su regeneración. Tras despertar finalmente, derrota a los Sycorax y salva a la Tierra; en el proceso pierde una mano, que le vuelve a crecer gracias a su regeneración reciente. Entre otras aventuras, el Doctor y Rose salvan a la Reina Victoria de Inglaterra (Pauline Collins) de un hombre lobo, lo que resulta en la creación de Torchwood. El Doctor comparte una aventura con dos antiguos compañeros, la periodista Sarah Jane Smith (Elisabeth Sladen) y el perro robótico K-9 (John Leeson) antes de que el novio de Rose, Mickey Smith, se una a ellos como segundo compañero. El final de la temporada tiene lugar en el Londres actual, donde el Torchwood moderno es escenario de una guerra entre los Daleks y los Cybermen; al salvar la Tierra, el Doctor pierde a Rose, que queda atrapada en un universo paralelo, junto a Mickey y su madre, en El día del Juicio Final.
En la escena final de El día del Juicio Final una misteriosa mujer vestida de novia (Catherine Tate), aparece milagrosamente en la TARDIS. El especial de Navidad ve al Doctor y a la novia, Donna Noble, salvando la Tierra; Donna salva al Doctor de ir demasiado lejos en su venganza contra la alienígena Racnoss y decide rechazar su oferta de ser su compañera. En la tercera temporada, el Doctor se lleva a Martha Jones (Freema Agyeman) como su nueva acompañante. Juntos son testigos de la misteriosa profecía del Rostro de Boe (Struan Rodger) que le profetiza al Doctor: "Tú no estás solo". Se les une el antiguo compañero Jack Harkness (John Barrowman) en una aventura de tres episodios donde el archienemigo del Doctor que creía muerto, el Amo (John Simm), se convierte en el primer ministro de Reino Unido y esclaviza al Doctor durante un año. El plan de Martha imbuye al Doctor con la energía psíquica de todo el planeta, y este derrota fácilmente al Amo, que rechaza voluntariamente regenerarse y muere en brazos del Doctor. Tras esta aventura, al final de El último de los Señores del Tiempo, Jack y Martha abandonan la TARDIS, y el Doctor tiene un breve encuentro con su quinta encarnación (mini-episodio Choque temporal) para posteriormente quedar en shock al ver que lo que parece ser el RMS Titanic estrellándose dentro de la TARDIS.
El especial de Navidad de 2007 muestra al Doctor y la camarera Astrid (Kylie Minogue), salvando la Tierra del estrelle inminente de la nave espacial Titanic; Astrid muere heroicamente, y el Doctor se encuentra con Wilfred Mott (Bernard Cribbins) por primera vez. En la cuarta temporada, el Doctor se reencuentra con Donna Noble, la nieta de Mott, que se convierte en su nueva acompañante. En El planeta de los Ood, los alienígenas Ood profetizan la muerte del Décimo Doctor. Martha les acompaña durante tres episodios; en dos, el Doctor lucha contra los Sontarans, y en el tercero se convierte en padre de Jenny (Georgia Moffett), en La hija del Doctor. Conoce a la arqueóloga y futura acompañante River Song (Alex Kingston, por primera vez según la perspectiva de él, en el episodio de dos partes Silencio en la biblioteca / El bosque de los muertos; ella muere, pero él guarda su conciencia en un disco duro para que viva allí eternamente, tras aceptar que algún día ella va a significar mucho para él. Después de que Donna conozca a Rose en una realidad alternativa en Gira a la izquierda, el Doctor se da cuenta de que esto anticipa el fin del mundo. En los episodios finales La Tierra robada y El fin del viaje (que suponen un cross over con los spin-offs Torchwood y The Sarah Jane Adventures, el Doctor y Donna se reúnen con los antiguos compañeros Rose, Sarah Jane, Martha, Jack y Mickey para salvar al universo de Davros (Julian Bleach), el creador de los Daleks. Un clon medio humano del Doctor se crea a partir de la mano cortada anteriormente del Doctor, y Donna adquiere la mente de un Señor del Tiempo; el Doctor clónico disfruta un final feliz junto a Rose en el universo paralelo, mientras que el Doctor auténtico se ve forzado a borrar los recuerdos de Donna para salvarle la vida, quedándose solo. Un mini-episodio de Doctor Who Prom titulado Music of the Spheres, muestra a un Doctor solitario componiendo su musical Oda al Universo, antes de que sea interrumpido por un Grask (Jimmy Vee).
En vez de una temporada para 2009, Tennant aparece como el Décimo Doctor sin un acompañante regular, en varios episodios especiales a lo largo de 2008 y 2009, el último de ellos emitido el día de Año Nuevo de 2010. En el especial de Navidad El siguiente Doctor, el Doctor cree erróneamente que ha encontrado una encarnación futura de sí mismo en el londinense amnésico Jackson Lake (David Morrisey), con quien salva el Londres victoriano de los Cybermen. En El planeta de los muertos aparece la ladrona de joyas Lady Christina de Souza (Michelle Ryan) como acompañante eventual, y el Doctor recibe la profecía de su muerte inminente. Tennant hace una aparición de cross over en un episodio en dos partes de The Sarah Jane Adventures, The Wedding of Sarah Jane Smith, en la que una poderosa entidad conocida como el Trickster (Paul Marc Davis) también menciona el inminente fallecimiento del Décimo Doctor. En Las aguas de Marte, el Doctor intenta alterar la historia y evitar la muerte de la exploradora espacial Adelaide Brook (Lindsay Duncan); cuando ella se suicida, comienza a sentir todo el peso de su mortalidad sobre él. En el especial animado Dreamland, el Doctor se une a dos acompañantes en los años cincuenta en Roswell, Nuevo México. En el episodio final El fin del tiempo, los Oods hablan al Doctor de su profecía original y va a la Tierra contemporánea donde, en la segunda parte, el una vez más resucitado Amo (John Simms), devuelve a la existencia a Gallifrey y los Señores del Tiempo, aunque se redime ayudando al Doctor a derrotar al Presidente de los Señores del Tiempo, Rassilon (Timothy Dalton) antes de desaparecer con los otros Señores del Tiempo. El Décimo Doctor sacrifica su vida para salvar a Wilfred Mott, exponiéndose a 500.000 rads de radiación letal, activando su regeneración. Resistiéndose, le vemos visitando a muchos de sus antiguos acompañantes. Le da a Donna como regalo de boda un billete de lotería premiado, salva a Martha y Mickey de un francotirador Sontaran, salva al hijo de Sarah Jane, Luke (Tommy Knight), de un coche, le presenta a Jack a un posible novio (Russell Tovey), y antes de regenerarse en el Undécimo Doctor (Matt Smith), le informa a Rose en el día de año nuevo de 2005 de que va a tener un "gran año". Cuando comienza a regenerarse, sus últimas palabras son "No quiero morir", una frase similar a la que dijo cuando fue por un tiempo humano.

#### Parodias
David Tennant ha hecho también numerosos cameos como el Doctor fuera de Doctor Who, generalmente en parodias de la serie. La cantante y actriz Charlotte Church parodia Doctor Who junto a un actor interpretando al Décimo Doctor en The Charlotte Church Show (2006). En una aparición en The Friday Night Project en 2007, Tennant interpreta a una acompañante del Décimo Doctor (Justin Lee Collins) en el Planeta Rosa, donde se enfrentan al alienígena Gay Lord (Alan Carr). Cuando el programa se convirtió en The Sunday Night Project, Catherine Tate apareció en un sketch interpretando al Décimo Doctor. Tennant apareció junto a Tate en el programa de ella, el especial de 2007 de The Catherine Tate Show, ella como Lauren Cooper y él como el profesor Logan. Cooper se mete con él porque se parece al Doctor; finalmente, revela que es realmente el Décimo Doctor y convierte a Cooper en una figura de unos milímetros de Rose Tyler. En el episodio final de Extras (diciembre de 2007), una breve escena muestra al Doctor y una acompañante desconocida del Servicio Naval Real Femenino atacada por Schlong, una criatura alienígena de apariencia viscosa interpretada por Andy Millman (Ricky Gervais). El Décimo Doctor también aparece en una sátira política; en un episodio de 2007 de Dead Ringers, cuando se le hace la pregunta de la sucesión de Gordon Brown, Tony Blair (Jon Culsahw) se regenera en David Tennant tras prometer que "New Labour es todo sobre renovación", después prometiendo 100 años más de poder. Tennant modifica su primera línea en The Parting of the Ways (New teeth, that's weird, Dientes nuevos, qué extraño) por New Labour, that's weird, New Labour, qué extraño) y procede a dirigirse al público imitando a Tony Blair pareciéndose a Culshaw.

### Literatura
Como el rostro de la franquicia de Doctor Who entre 2005 y 2010, el Décimo Doctor aparece intensivamente en distintos medios derivados de Doctor Who; en la mayoría de esas series, el personaje simplemente toma el lugar del Noveno Doctor, y al mismo tiempo será reemplazado por el Undécimo Doctor al inicio de la quinta temporada de 2010. La novelas que presentan al Décimo Doctor son todas publicadas por BBC Books. El personaje aparece en las novelas de New Series Adventures desde The Stone Rose (abril de 2006) hasta The Krillitane Storm (septiembre de 2009). Un número de novelas de Decide Your Destiny se publicaron entre julio de 2007 y marzo de 2008, así como cinco libros parte de Quick Reads Initiative, un proyecto de literatura adulta patrocinado por el gobierno. BBC Children's Books publicaron su propia serie de 10 partes, The Darksmith Legacy, apoyada por un sitio web interactivo enlazado. Adicionalmente, se publican frecuentemente historias cortas en Doctor Who Magazine, la serie de The Doctor Who Storybook (ediciones de 2007 a 2010), el sitio web de la BBC, y anuales y similares; por ejemplo, la historia de The Lodger, escrita por Gareth Roberts, después se adaptó para el episodio del Undécimo Doctor del mismo título. Los periódicos nacionales The Daily Telegraph y The Sunday Times han publicado cada una historia corta del Décimo Doctor de temática navideña. Además, el Décimo Doctor aparece en la novelización de su aparición en The Sarah Jane Adventures. El Décimo Doctor también aparece extensivamente en libros de cómics, reemplazando al Noveno Doctor en los que publicaba Doctor Who Magazine, y en las revistas juveniles Doctor Who Adventures y Doctor Who: Battles in Time. Un editor de libros de cómics americano publicó inicialmente una miniserie del Décimo Doctor y Martha Jones entre enero y junio de 2006. Esto fue seguido después por una auténtica serie del Décimo Doctor en julio de 2009, ambientada durante los especiales entre 2008 y 2010, y que duró dieciséis números antes de ser relanzada con el Undécimo Doctor. En historias ambientadas después de Journey's End, el Doctor aparece con numerosos compañeros eventuales y recurrentes que no aparecen en la serie de televisión.
Fuera de la literatura de Doctor Who, el dibujante Georges Jeanty incluye un cameo del Décimo Doctor y Rose en una historia de Buffy the Vampire Slayer titulada No Future For You. El Décimo Doctor fue utilizado en la tira cómica satírica americana This Modern World. Llegando en 2003, el Doctor da a entender a "Sparky el Pingüino Maravilla" (el protagonista de la tira cómica) que en cinco años el presidente de Estados Unidos podría ser un hombre negro, con el segundo nombre Hussein, cuyo padre era judío, refiriéndose a la popularidad de Barack Obama en las elecciones presidenciales de 2008. El personaje también aparece en un arco argumental del cómic web PvP, en el que el personaje Brent Sienna tiene una alucinación en la que se materializa en la TARDIS.

### Dramatizaciones de audio
Al igual que en las novelas de BBC Books, el Décimo Doctor reemplazó al Noveno como imagen de la serie de audiolibros de Doctor Who a partir de Pest Control en mayo de 2008 y hasta Dead Air en marzo de 2010. La mayoría son narradas por David Tennant, salvo una narrada por Michelle Ryan y dos por Catherine Tate. Un número de novelas del Décimo Doctor acabaron convirtiéndose en audiolibros, también con la voz de David Tennant junto a otros miembros del reparto como Freema Agyeman y actores invitados de la serie de televisión como Georgia Moffett, Reggie Yates y Anthony Head; la última de estas Judgement of the Judoon, en diciembre de 2010.

## Recepción
El Décimo Doctor ha sido muy popular entre los fanes de Doctor Who. En 2006, los lectores de Doctor Who Magazine votaron al Doctor de Tennant como el "Mejor Doctor" por encima del favorito permanente, Tom Baker. También ganó el premio al actor más popular en los National Television Awards de 2006 y 2007, y el premio a la Interpretación dramática sobresaliente en 2008 y 2010. IGN puso al Décimo Doctor como el mejor Doctor en 2011.